# سوکتاگار
سوکتاگار (به لاتین: Suktagar) یک روستا در بنگلادش است که در استان باریسال و در ناحیه پیروج‌پور واقع شده است.